# Niculina Stoican
Niculina Stoican (n. 9 decembrie 1970, Balta, județul Mehedinți) este o interpretă română de muzică populară din Oltenia și solistă a Ansamblului folcloric „Maria Tănase” din Craiova. Este fiica Angelicăi Stoican, interpretă de muzică populară din Mehedinți.
Niculina Stoican a făcut parte din juriul emisiunii „Vreau să fiu mare vedetă”, de la Antena 1. De asemenea, ea a prezentat reality show-ul Te vreau lângă mine de la Kanal D. În prezent, este jurat al talent-show-ului de folclor prezentat de Iuliana Tudor, „Vedeta Populară”, de la TVR1.